# 순국칠사묘

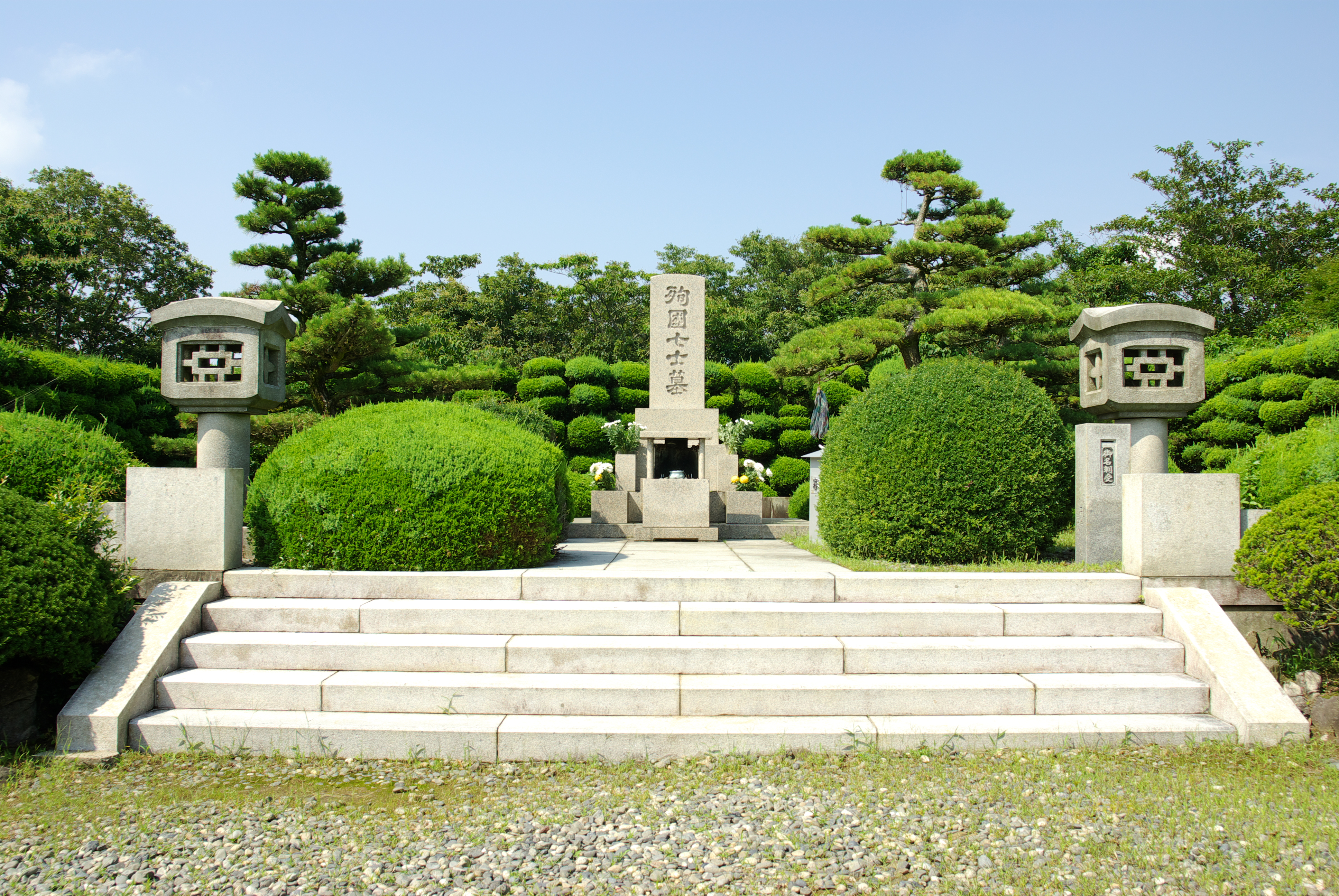

순국칠사묘(殉国七士廟)는 아이치현 니시오시 하즈 정(幡豆町) 산가네(三ケ根) 산에 있는 묘역이다.
순국칠사는 일본에서 지칭된 용어로서 국제적으로는 일곱전범이다. 이들은 태평양 전쟁을 일으킨 죄목로 극동국제군사재판에서 교수형을 선고받아 일명 A급 전범 이라 불리고 이들의 유골을 하즈 정에 묘역화하였다.

## 순국칠사
- 무관
  - 도조 히데키 前 수상, 대장
  - 도이하라 겐지 대장
  - 이타가키 세이시로 대장
  - 기무라 헤이타로 대장
  - 마쓰이 이와네 대장
  - 무토 아키라 중장

- 문관
  - 히로타 고키 前 수상

## 연혁
- 1948년 12월 23일에 교수형에 처해진 뒤 화장됨. 이후 유족들이 유골을 몰래 훔쳐내 보관함.
- 1952년부터 산몬지 쇼헤이(三文字正平) 변호사가 묘 건설운동을 벌이기 시작함.
- 1960년에 하즈 정에 묘역을 완공함.[1]

## 묘비
묘비에 '순국칠사묘(殉國七士廟)'라고 쓰여 있는데, 이 글자는 기시 노부스케 총리가 쓴 것이다.

## 야스쿠니 신사와 다른 점
야스쿠니 신사는 전범들의 명부와 위패만 보관하지만, 이 곳에는 실제 유골을 묻어 놓았다.
한국과 중국 언론 등에서 구설수에 올랐던 야스쿠니 신사와는 달리 이 곳은 한국이나 중국 언론 조차도 보도를 하지 않아서 인지도가 낮은 편이며 도쿄가 아닌 지방에 있는 곳이라 한국인들조차 아는 이들이 그리 많지 않다.